# Tschaldiran (Verwaltungsbezirk)
Tschaldiran (persisch شهرستان ارومیه) ist ein Schahrestan in der iranischen Provinz West-Aserbaidschan. Er enthält die Stadt Tschaldiran, welche die Hauptstadt des Verwaltungsbezirks ist. 

## Demografie
Bei der Volkszählung 2016 betrug die Einwohnerzahl des Schahrestan 45.060. Die Alphabetisierung lag bei 73 Prozent der Bevölkerung. Knapp 43 Prozent der Bevölkerung lebten in urbanen Regionen.
| Zensusjahr | Einwohnerzahl |
| ---------- | ------------- |
| 2011       | 46.398        |
| 2016       | 45.060        |